# Walter de Souza Goulart
Walter de Souza Goulart (13 de juliol de 1912 - 13 de novembre de 1951) fou un futbolista brasiler.

## Selecció del Brasil
Va formar part de l'equip brasiler a la Copa del Món de 1938.